# Reprezentacja Laosu w piłce nożnej mężczyzn
Związek Piłkarskiej Reprezentacji Laosu powstał w 1951 roku, a od 1952 jest członkiem FIFA.
Laos w Rankingu FIFA obecnie (maj 2011) zajmuje 174. pozycję. O 1 miejsce wyżej niż w kwietniu, gdzie był 175. 
Mimo że jest to słaba drużyna, wyprzedza taką europejską drużynę jak San Marino. Laos w Azji, zajmuje 38 pozycję.
Obecnie selekcjonerem kadry Laosu jest Mike Wong Mun Heng.

## Udział wMistrzostwach Świata
- 1930 – 1950 – Nie brał udziału (był francuskim protektoratem)
- 1954 – 1998 – Nie brał udziału
- 2002 – 2022 – Nie zakwalifikował się

## Udział wPucharze Azji
- 1956 – 1996 – Nie brał udziału
- 2000 – 2004 – Nie zakwalifikował się
- 2007 – Nie brał udziału
- 2011 – 2023 – Nie zakwalifikował się